# Arcidiocesi di Digione

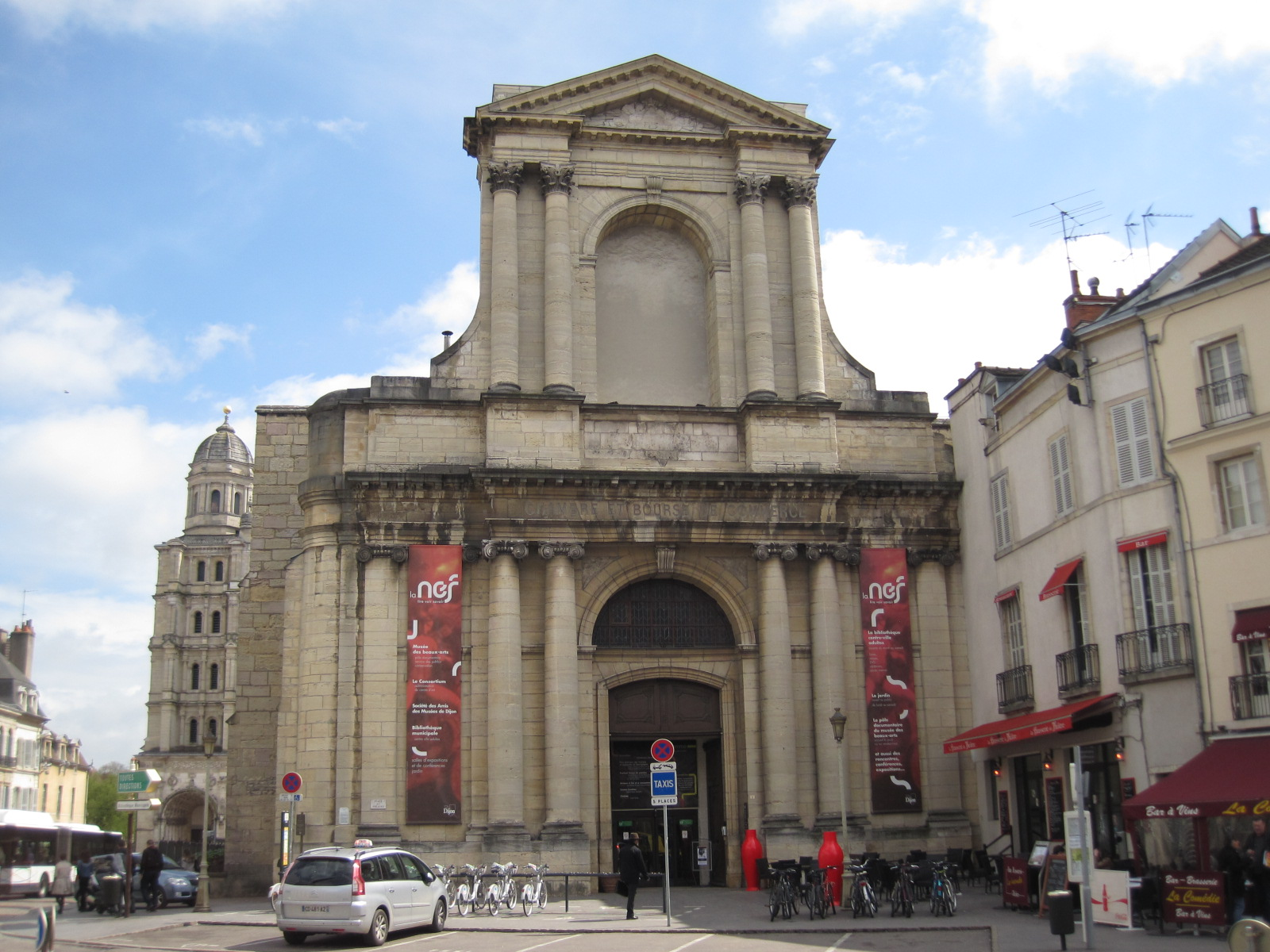
La primitiva cattedrale di Digione, dedicata a Santo Stefano, ora trasformata in un polo culturale, contenente una biblioteca e il museo Rude

L'arcidiocesi di Digione (in latino Archidioecesis Divionensis) è una sede metropolitana della Chiesa cattolica in Francia. Nel 2021 contava 340.270 battezzati su 533.430 abitanti. È retta dall'arcivescovo Antoine Hérouard.

## Territorio
L'arcidiocesi comprende il dipartimento francese della Côte-d'Or.
Sede arcivescovile è la città di Digione, dove si trova la cattedrale di San Benigno.
Fino al 2006 il territorio era suddiviso in 720 parrocchie. Con la riforma dell'organizzazione territoriale dell'arcidiocesi del 2007, il numero delle parrocchie è stato notevolmente ridotto e nel 2019 era di 60 unità, ripartite in 11 decanati.

### Provincia ecclesiastica
La provincia ecclesiastica di Digione, istituita nel 2002, comprende le seguenti suffraganee:
- diocesi di Autun
- diocesi di Nevers
- arcidiocesi di Sens

Alla provincia appartiene anche la prelatura territoriale della Missione di Francia.

## Storia
Sotto i Merovingi e i Carolingi, molti vescovi di Langres risiedettero a Digione, per esempio Sant'Urbano (V secolo), San Gregorio e San Tetricus (VI secolo), che vi furono sepolti. Quando, nel 1016, Lamberto, vescovo di Langres, cedette la signoria e la contea di Digione al re Roberto II di Francia, i vescovi di Langres riportarono a Langres la loro residenza.
Il 9 aprile 1731 papa Clemente XII eresse la diocesi di Digione con la bolla Super specula, ricavandone il territorio da quella di Langres ed annettendola alla provincia ecclesiastica dell'arcidiocesi di Lione. L'abbazia di santo Stefano (V secolo) da lungo tempo aveva un capitolo regolare che osservava la regola di Sant'Agostino; fu trasformato in capitolo secolare da papa Paolo V nel 1611 e papa Clemente XI elevò la chiesa capitolare a cattedrale di Digione; durante la Rivoluzione fu ridotta in un granaio.
In seguito al concordato con la bolla Qui Christi Domini di papa Pio VII del 29 novembre 1801 la diocesi si ingrandì incorporando parti delle soppresse diocesi di Langres e di Chalon e parti di quelle di Autun e di Besançon. Il 6 ottobre 1822 fu restaurata la diocesi di Langres con territorio ricavato da quella di Digione.
Contestualmente a questi cambiamenti, la sede della cattedra vescovile fu trasferita nella chiesa abbaziale di San Benigno, che divenne la nuova cattedrale diocesana. Fin dal 1776 il titolo di abate di San Benigno e i relativi privilegi erano stati uniti alla diocesi.
Il vescovo Claude Rey ebbe difficoltà ad entrare nella sua diocesi, in quanto non c'era alcun vescovo disposto a consacrarlo per il suo stretto legame con il re Luigi Filippo; papa Gregorio XVI l'autorizzò a farsi consacrare da un solo vescovo, che fu uno spagnolo; in conflitto con una parte del suo clero dette le dimissioni nel 1838.
Nel 1904 la richiesta di dimissioni di Albert-Léon-Marie Le Nordez, vescovo di Digione dal 1898, da parte di papa Pio X fu uno degli incidenti che portarono alla rottura delle relazioni diplomatiche tra la Francia e la Santa Sede.
L'8 dicembre 2002 è stata elevata al rango di arcidiocesi metropolitana.

## Cronotassi dei vescovi
Si omettono i periodi di sede vacante non superiori ai 2 anni o non storicamente accertati.
- Jean-Jacques Bouhier de Lantenay † (9 aprile 1731 - 13 dicembre 1743 dimesso)
- Claude Bouhier † (16 dicembre 1743 - 21 giugno 1755 deceduto)
- Claude-Marc-Antoine d'Apchon de Corgenon † (24 settembre 1755 - 12 aprile 1776 dimesso)[2]
- Jacques-Joseph-François de Vogüé † (20 maggio 1776 - 6 febbraio 1787 deceduto)
- René des Monstiers de Mérinville † (23 aprile 1787 - 2 dicembre 1801 dimesso)[3]
- Henri Reymond † (2 maggio 1802 - 20 febbraio 1820 deceduto)
- Jean-Baptiste Dubois † (29 maggio 1820 - 6 gennaio 1822 deceduto)
- Jean-François Martin de Boisville † (19 aprile 1822 - 27 maggio 1829 deceduto)
- Jacques Raillon † (28 settembre 1829 - 24 febbraio 1832 nominato arcivescovo di Aix)
- Claude Rey † (24 febbraio 1832 - 21 giugno[4] 1838 dimesso)
- François-Victor Rivet † (13 settembre 1838 - 12 luglio 1884 deceduto)
- Jean-Pierre-Bernard Castillon † (27 marzo 1885 - 9 novembre 1885 deceduto)
- Victor-Lucien-Sulpice Lécot † (10 giugno 1886 - 26 giugno 1890 nominato arcivescovo di Bordeaux)
- Fédéric-Henri Oury † (26 giugno 1890 - 28 novembre 1898 nominato arcivescovo di Algeri)
- Albert-Léon-Marie Le Nordez † (28 novembre 1898 - 4 settembre 1904 dimesso[5])
- Pierre Dadolle † (21 febbraio 1906 - 22 maggio 1911 deceduto)
- Jacques-Louis Monestès † (11 agosto 1911 - 31 marzo 1915 deceduto)
- Maurice Landrieux † (6 dicembre 1915 - 11 dicembre 1926 deceduto)
- Pierre-André-Charles Petit de Julleville † (23 giugno 1927 - 7 agosto 1936 nominato arcivescovo di Rouen)
- Guillaume-Marius Sembel † (15 marzo 1937 - 11 aprile 1964 deceduto)
- André-Jean-Marie Charles de la Brousse † (11 aprile 1964 succeduto - 22 aprile 1974 dimesso)
- Albert Florent Augustin Decourtray † (22 aprile 1974 - 29 ottobre 1981 nominato arcivescovo di Lione)
- Jean Marie Julien Balland † (6 novembre 1982 - 8 agosto 1988 nominato arcivescovo di Reims)
- Michel Louis Coloni † (30 gennaio 1989 - 13 febbraio 2004 ritirato)
- Roland Minnerath (13 febbraio 2004 - 11 febbraio 2022 ritirato)
- Antoine Hérouard, dall'11 febbraio 2022

## Statistiche
L'arcidiocesi nel 2021 su una popolazione di 533.430 persone contava 340.270 battezzati, corrispondenti al 63,8% del totale.
| anno | popolazione | popolazione | popolazione | presbiteri | presbiteri | presbiteri | presbiteri                | diaconi | religiosi | religiosi | parrocchie |
| anno | battezzati  | totale      | %           | numero     | secolari   | regolari   | battezzati per presbitero | diaconi | uomini    | donne     | parrocchie |
| ---- | ----------- | ----------- | ----------- | ---------- | ---------- | ---------- | ------------------------- | ------- | --------- | --------- | ---------- |
| 1950 | 325.000     | 335.602     | 96,8        | 421        | 341        | 80         | 771                       |         | 123       | 866       | 727        |
| 1970 | 423.688     | 432.288     | 98,0        | 381        | 317        | 64         | 1.112                     |         | 139       | 820       | 523        |
| 1980 | 396.094     | 470.350     | 84,2        | 281        | 249        | 32         | 1.409                     | 2       | 63        | 625       | 526        |
| 1990 | 395.000     | 483.000     | 81,8        | 260        | 230        | 30         | 1.519                     | 6       | 50        | 460       | 527        |
| 1999 | 415.576     | 506.800     | 82,0        | 233        | 178        | 55         | 1.783                     | 27      | 101       | 377       | 527        |
| 2000 | 413.027     | 506.782     | 81,5        | 238        | 184        | 54         | 1.735                     | 26      | 107       | 382       | 527        |
| 2001 | 410.493     | 506.782     | 81,0        | 225        | 171        | 54         | 1.824                     | 29      | 109       | 385       | 527        |
| 2002 | 408.973     | 506.783     | 80,7        | 122        | 64         | 58         | 3.352                     | 28      | 98        | 300       | 527        |
| 2003 | 408.466     | 506.782     | 80,6        | 216        | 162        | 54         | 1.891                     | 26      | 78        | 280       | 527        |
| 2004 | 329.408     | 506.782     | 65,0        | 219        | 166        | 53         | 1.504                     | 25      | 69        | 292       | 720        |
| 2006 | 330.000     | 506.782     | 65,1        | 213        | 156        | 57         | 1.549                     | 24      | 92        | 257       | 720        |
| 2013 | 355.700     | 541.800     | 65,7        | 177        | 133        | 44         | 2.009                     | 32      | 74        | 167       | 60         |
| 2016 | 341.428     | 532.948     | 64,1        | 171        | 119        | 52         | 1.996                     | 36      | 79        | 150       | 44         |
| 2019 | 343.000     | 537.000     | 63,9        | 170        | 115        | 55         | 2.017                     | 41      | 79        | 131       | 60         |
| 2021 | 340.270     | 533.430     | 63,8        | 154        | 103        | 51         | 2.209                     | 40      | 76        | 111       | 60         |